# Thuốc thử Fehling

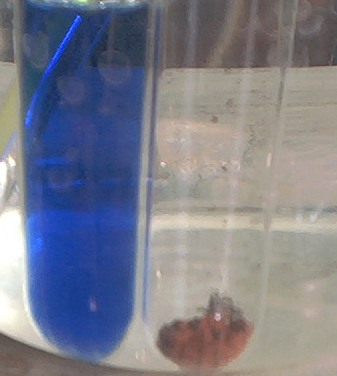
Sử dụng thuốc thử Fehling ở hai ống nghiệm, ống nghiệm bên trái là trường hợp dung dịch không có đường khử, ống nghiệm bên phải có đường khử nên xuất hiện kết tủa đỏ gạch của đồng(I) oxide Cu_{2}O.

Trong hóa học hữu cơ, thuốc thử Fehling là một thuốc thử được sử dụng để phân biệt giữa nhóm chức aldehyde và keton (>C=O) hòa tan trong nước. Thuốc thử này cũng dùng để thử đường khử và đường không khử, bổ sung cho thuốc thử Tollens. Thuốc thử Fehling được đề xuất bởi nhà hóa học người Đức Hermann von Fehling vào năm 1849.

## Chuẩn bị
Dung dịch Fehling được điều chế bằng cách kết hợp hai dung dịch riêng biệt: Fehling A, là dung dịch nước màu xanh lam đậm của đồng (II) sunfat và Fehling B là dung dịch không màu của kali natri tartrat (còn được gọi là muối Rochelle). Hai dung dịch ổn định riêng biệt này được trộn lại khi cần thử nghiệm vì phức hợp đồng (II) được tạo thành bởi sự kết hợp của chúng không bền: chúng phản ứng với nhau dần dần thành đồng (II) hydroxit kết tủa trong điều kiện kiềm. Chất tham gia phản ứng là phức chất tartrat của Cu2+ đóng vai trò là phối tử và cũng là chất oxy hóa. Tuy nhiên, hóa học phối trí rất phức tạp và nhiều chất hóa học khác nhau với tỷ lệ kim loại trên phối tử khác nhau đã được xác định.

## Cách sử dụng
Thuốc thử Fehling dùng phân biệt nhóm chức aldehyde và keton. Hợp chất cần thử nghiệm được thêm thuốc thử Fehling và hỗn hợp này được đun nóng. Aldehyde bị oxy hóa và cho kết quả dương tính, nhưng keton không phản ứng, trừ khi chúng là xeton α-hydroxy. Phức hợp bistartratocuprate (II) oxy hóa aldehyde thành anion carboxylate, và trong quá trình này, các ion đồng (II) của phức bị khử thành ion đồng (I). Đồng (I) oxit màu đỏ gạch sau đó kết tủa trong dụng dịch hỗn hợp phản ứng, tức là quá trình oxi hóa khử đã xảy ra (kết quả dương tính này giống thuốc thử Benedict).
Thuốc thử Fehling được sử dụng trong các xét nghiệm định tính chung cho monosaccharide và các loại đường khử khác (ví dụ: maltose). Nó sẽ cho kết quả dương tính đối với monosaccharide aldose (do nhóm aldehyde có thể oxy hóa) và monosaccharide ketose, vì dạng ketose được chuyển thành aldose bởi base trong thuốc thử và sau đó cho kết quả dương tính.
Thuốc thử Fehling được sử dụng để xét nghiệm glucose trong nước tiểu để phát hiện bệnh tiểu đường. Một công dụng khác của thuốc thử là đo đường khử sau khi phân hủy tinh bột để chuyển nó thành siro glucose và maltodextrin, dùng tính toán đương lượng dextrose (DE) của đường tinh bột.
Axit fomic (HCO2H) cũng cho kết quả dương tính với thuốc thử Fehling, giống như kết quả với thuốc thử Tollens và thuốc thử Benedict. Các kết quả dương tính này phù hợp với việc acid formic có thể dễ bị oxy hóa thành carbon dioxide.
Thuốc thử Fehling không thể phân biệt được benzen và aceton.

## Phản ứng ion
Phản ứng thực giữa aldehyde và ion đồng (II) trong dung dịch Fehling được biểu diễn dưới dạng phương trình ion như sau:
{\displaystyle {\ce {RCHO + 2 Cu^2+ + 5 OH- -> RCOO- + Cu2O + 3 H2O}}}
hoặc với tartrate như sau:
{\displaystyle {\ce {RCHO + 2 Cu(C4H4O6)2^2- + 5 OH- -> RCOO- + Cu2O + 4 C4H4O6^2- + 3 H2O}}}